# Ladok
Ladok (ursprungligen akronym för Lokalt ADB-baserat DOKumentationssystem), är ett IT-system för dokumentation av registrering (matrikel över studentens närvaro vid kursstart) och resultat (betyg på examinerande provmoment, som i Ladok även kallas modul) vid högskolor och universitet i Sverige. I systemet dokumenteras studier på kurser och utbildningsprogram på grundnivå, avancerad nivå och forskarnivå.
Uppgifter från Ladok rapporteras till bland annat Centrala studiestödsnämnden (CSN), utbildningsdepartementet, Universitets- och högskolerådet (UHR) och Statistiska centralbyrån (SCB). Uppgifterna påverkar studentens möjlighet till studiemedel. Antal inrapporterade helårsstudenter och helårsprestationer, det vill säga volymen registreringar och poängresultat, ligger till grund för lärosätets statliga utbildningsanslag.

## Ladok idag
Ladok3 var ett stort systemutvecklingsprojekt som tog fram en helt ny generation av systemet Ladok. Ladok3-projektet startade 2013 och sista lärosätet gick i produktion i slutet av 2018. Nya Ladok är helt webbaserat och syftar till minskad pappershantering och minskad manuell hantering för administratörerna. 

### Ladok för studenter
Ladok ger lärosäten möjlighet att låta sina studenter använda ett antal självservicefunktioner, så som att se vilka utbildningar man är registrerad vid i samt att ta ut intyg på kursresultat och kursdeltagande. Studenter kan också få tillgång till ytterligare tjänster såsom tentamensanmälan, ansökan om examen och studieuppehåll, med mera.
Ladok stödjer också hantering av individuella studieplaner för studenter.

### Ladok för personal
I och med det nya systemet öppnas möjligheter för lärare att rapportera in sina studenters provresultat själva och attestera dem elektroniskt istället för på papper. Studentens skydd vid anonymiserad tentamen förstärks, genom att läraren då endast ser studentens anonymiseringskoder, och inte får veta studentens verkliga identitet förrän efter att betyget har rapporterats in i Ladok. Dock saknar Ladok funktionalitet för att hantera rättningsunderlag med betygsgränser, noteringar om färdiga deluppgifter, bonuspoäng, betygsmotivering, med mera, utan sådan information överförs ofta från rättande lärare till examinator på annat vis och arkiveras i något parallellt system, exempelvis en lärplattform.

## Tidigare versioner
Den första Ladok-generationen hade ett textbaserat användargränssnittet och innebar åtkomst via textterminaler, eller via persondatorer med Telnet.
Den andra Ladok-generationen hade ett klient-server-baserat grafiskt användargränssnitt avsett för administratörer, men vissa lärosäten erbjöd också viss ladokfunktionalitet till lärare och studenter via ladok-på-webb-tjänster.

## Drift och utveckling
Ladok ägs av ett konsortium bestående av 41 lärosäten, inkluderande samtliga svenska lärosäten med examinationsrätt och fler än 500 studenter. Systemet utvecklas gemensamt på uppdrag av Ladokkonsortiet, som också ansvarar för drift och support av systemet. Utveckling och drift sker vid enheten för IT-stöd och systemutveckling (ITS) vid Umeå Universitet medan verksamhetsstödet sker med hjälp av inhyrda medarbetare från de medverkande lärosätena.
Ladok är integrerat med flera andra myndigheters system, såsom antagningssystemet NyA (UHR), studiemedelssystemet (CSN) samt system hos Migrationsverket och SCB.